# Česká 4. Liga Amerického Fotbalu 2017
La Česká 4. Liga Amerického Fotbalu 2017 è la 3ª edizione del campionato di football americano di quarto livello, organizzato dalla ČAAF.

## Squadre partecipanti
| Club                    | Città   | Stadio | Sponsor ufficiale | Risultato nella stagione 2016 |
| ----------------------- | ------- | ------ | ----------------- | ----------------------------- |
| Brno Sigrs 2            | Brno    |        |                   |                               |
| Prague Black Panthers 2 | Praga   |        |                   |                               |
| Šumperk Dietos          | Šumperk |        |                   |                               |
| Tábor Foxes             | Tábor   |        |                   |                               |
| Teplice Nordians        | Teplice |        |                   |                               |
| Třinec Sharks           | Třinec  |        |                   |                               |
| Zlín Golems             | Zlín    |        |                   |                               |

## Stagione regolare

### Calendario

#### 1ª giornata
| Teplice 15 aprile 2017, ore 15:00 | Teplice Nordians | 32 – 0 (7-0 13-0 3-0 9-0) referto | Tábor Foxes | Anger (187 spett.)\| Arbitro: \| Koller \| |
| Arbitro:                          | Koller           |                                   |             |                                            |

| Brno 16 aprile 2017, ore 14:00 | Brno Sigrs 2 | 9 – 54 (3-7 0-21 0-19 6-7) referto | Třinec Sharks | Ragby Bystrc (78 spett.)\| Arbitro: \| Rybář \| |
| Arbitro:                       | Rybář        |                                    |               |                                                 |

| Šumperk 16 aprile 2017, ore 15:00 | Šumperk Dietos | 14 – 7 (0-7 6-0 8-0 0-0) referto | Zlín Golems | (149 spett.)\| Arbitro: \| Koller \| |
| Arbitro:                          | Koller         |                                  |             |                                      |

#### 2ª giornata
| Teplice 29 aprile 2017, ore 14:00 | Teplice Nordians | 0 – 56 (0-21 0-21 0-7 0-7) referto | Prague Black Panthers 2 | Anger (247 spett.)\| Arbitro: \| Šimon \| |
| Arbitro:                          | Šimon            |                                    |                         |                                           |

| Třinec 30 aprile 2017, ore 15:00 | Třinec Sharks | 32 – 3 (12-3 6-0 0-0 14-0) referto | Šumperk Dietos | Stadion Lesní (172 spett.)\| Arbitro: \| Frehar \| |
| Arbitro:                         | Frehar        |                                    |                |                                                    |

| Zlín 1º maggio 2017, ore 14:00 | Zlín Golems | 11 – 18 (8-0 3-6 0-6 0-6) referto | Brno Sigrs 2 | Stadion mládeže (396 spett.)\| Arbitro: \| Polák \| |
| Arbitro:                       | Polák       |                                   |              |                                                     |

#### 3ª giornata
| Šumperk 7 maggio 2017, ore 15:00 | Šumperk Dietos | 31 – 0 (17-0 0-0 14-0 0-0) referto | Brno Sigrs 2 | (286 spett.)\| Arbitro: \| Frehar \| |
| Arbitro:                         | Frehar         |                                    |              |                                      |

| Zlín 8 maggio 2017, ore 14:00 | Zlín Golems | 0 – 44 (0-14 0-8 0-8 0-14) referto | Třinec Sharks | Stadion mládeže (180 spett.)\| Arbitro: \| Rybář \| |
| Arbitro:                      | Rybář       |                                    |               |                                                     |

#### Recuperi 1
| Tábor 20 maggio 2017, ore 14:00 | Tábor Foxes | 6 – 60 (0-30 6-14 0-8 0-8) referto | Prague Black Panthers 2 | Stadion Míru (200 spett.)\| Arbitro: \| Hubálek \| |
| Arbitro:                        | Hubálek     |                                    |                         |                                                    |

#### 4ª giornata
| Praga 27 maggio 2017, ore 14:00 | Prague Black Panthers 2 | 70 – 0 (14-0 28-0 12-0 16-0) referto | Tábor Foxes | Měcholupy (63 spett.)\| Arbitro: \| Janhuba \| |
| Arbitro:                        | Janhuba                 |                                      |             |                                                |

| Třinec 27 maggio 2017, ore 13:00 | Třinec Sharks | 38 – 7 (7-0 13-0 2-7 16-0) referto | Zlín Golems | Stadion Lesní (87 spett.)\| Arbitro: \| Frehar \| |
| Arbitro:                         | Frehar        |                                    |             |                                                   |

| Brno 27 maggio 2017, ore 17:00 | Brno Sigrs 2 | 6 – 36 (0-10 0-19 0-7 6-0) referto | Šumperk Dietos | Ragby Bystrc (67 spett.)\| Arbitro: \| Rybář \| |
| Arbitro:                       | Rybář        |                                    |                |                                                 |

#### 5ª giornata
| Zlín 10 giugno 2017, ore 14:00 | Zlín Golems | 6 – 10 (0-7 6-0 0-0 0-3) referto | Šumperk Dietos | Stadion mládeže (300 spett.)\| Arbitro: \| Rybář \| |
| Arbitro:                       | Rybář       |                                  |                |                                                     |

| Čelákovice 11 giugno 2017, ore 12:00 | Prague Black Panthers 2 | 59 – 0 (45-0 14-0 0-0 0-0) referto | Teplice Nordians | (58 spett.)\| Arbitro: \| Šimon \| |
| Arbitro:                             | Šimon                   |                                    |                  |                                    |

#### Recuperi 2
| Třinec 18 giugno 2017, ore 16:00 | Třinec Sharks | 19 – 7 (0-7 19-0 0-0 0-0) referto | Brno Sigrs 2 | Stadion Lesní (134 spett.)\| Arbitro: \| Polák \| |
| Arbitro:                         | Polák         |                                   |              |                                                   |

#### 6ª giornata
| Brno 24 giugno 2017, ore 12:00 | Brno Sigrs 2 | 6 – 26 (0-6 0-14 0-6 6-0) referto | Zlín Golems | Ragby Bystrc (70 spett.)\| Arbitro: \| Gazdík \| |
| Arbitro:                       | Gazdík       |                                   |             |                                                  |

| Tábor 24 giugno 2017, ore 14:00 | Tábor Foxes | 22 – 27 (0-7 8-13 14-0 0-7) referto | Teplice Nordians | Stadion Míru (200 spett.)\| Arbitro: \| Hubálek \| |
| Arbitro:                        | Hubálek     |                                     |                  |                                                    |

| Šumperk 25 giugno 2017, ore 15:00 | Šumperk Dietos | 15 – 18 (0-0 7-0 0-12 8-6) referto | Třinec Sharks | (212 spett.)\| Arbitro: \| Rybář \| |
| Arbitro:                          | Rybář          |                                    |               |                                     |

### Classifica
Le classifiche della regular season sono le seguenti:
- PCT = percentuale di vittorie, G = partite giocate, V = partite vinte,  P = partite perse, PF = punti fatti, PS = punti subiti

#### Západ
| Pos. | Squadra                 | PCT   | G | V | N | P | PF  | PS  |
| ---- | ----------------------- | ----- | - | - | - | - | --- | --- |
| 1    | Prague Black Panthers 2 | 1.000 | 4 | 4 | 0 | 0 | 145 | 6   |
| 2    | Teplice Nordians        | .500  | 4 | 2 | 0 | 2 | 59  | 92  |
| 3    | Tábor Foxes             | .000  | 4 | 0 | 0 | 4 | 28  | 135 |

#### Východ
| Pos. | Squadra        | PCT   | G | V | N | P | PF  | PS  |
| ---- | -------------- | ----- | - | - | - | - | --- | --- |
| 1    | Třinec Sharks  | 1.000 | 6 | 6 | 0 | 0 | 186 | 41  |
| 2    | Šumperk Dietos | .667  | 6 | 4 | 0 | 2 | 109 | 69  |
| 3    | Zlín Golems    | .333  | 6 | 1 | 0 | 5 | 57  | 121 |
| 4    | Brno Sigrs 2   | .000  | 6 | 1 | 0 | 5 | 46  | 167 |

## Playoff

### III Iron Bowl
| Teplice 16 luglio 2017, ore 14:00 | Teplice Nordians | 14 – 28 (0-0 7-7 0-14 7-7) referto | Třinec Sharks | Anger (362 spett.)\| Arbitro: \| Kroulík \| |
| Arbitro:                          | Kroulík          |                                    |               |                                             |

## Verdetti
- Třinec Sharks Vincitori della Česká 4. Liga Amerického Fotbalu 2017